# Nacaduba atromarginata
Nacaduba atromarginata är en fjärilsart som beskrevs av Druce 1902. Nacaduba atromarginata ingår i släktet Nacaduba och familjen juvelvingar. Inga underarter finns listade i Catalogue of Life.